# پال (مجارستان)
پال (به مجاری:  Palé) یک منطقهٔ مسکونی در مجارستان است که در ناحیه هدی‌هات واقع شده‌است. پال ۲٫۱۵ کیلومتر مربع مساحت و ۹۷ نفر جمعیت دارد.